# Jan-Ivan Nilsson
Jan-Ivan Nilsson (i riksdagen kallad Nilsson i Tvärålund), född 14 mars 1924 i Tvärålund, Degerfors församling, Västerbottens län, död 10 december 1989 i Vindelns församling, var en svensk lantbrukare och politiker (centerpartist).
Nilsson var 1957–1970 ledamot av riksdagens andra kammare samt 1971–1979 ledamot av enkammarriksdagen, invald i Västerbottens läns valkrets. 

## Utmärkelser
- Kommendör av Nordstjärneorden, 6 juni 1972.[5]